# Maurice Ruah
Maurice Ruah (* 19. Februar 1971 in Caracas) ist ein ehemaliger venezolanischer Tennisspieler.

## Leben
Im Laufe seiner Karriere konnte er einen Doppeltitel auf der ATP Tour erringen, hinzu kamen 15 Doppelsiege und ein Einzeltitel auf der ATP Challenger Tour. Seine höchste Notierung in der Tennis-Weltrangliste erreichte er am 2. Mai 1994 mit Position 90 im Einzel sowie am 12. September 1994 mit Position 82 im Doppel. Ruah spielte zwischen 1989 und 2000 34 Einzel- sowie 13 Doppelpartien für die venezolanische Davis-Cup-Mannschaft. Seine Einzelbilanz war mit 17-17 ausgeglichen, die Doppelbilanz mit 8-5 positiv.

## Erfolge
| Legende                       |
| Grand Slam                    |
| Tennis Masters Cup            |
| ATP Masters Series            |
| ATP International Series Gold |
| ATP International Series (1)  |
| ATP Challenger Tour (16)      |

### Einzel

#### Turniersiege
| Nr. | Datum           | Turnier   | Belag | Finalgegner        | Ergebnis      |
| --- | --------------- | --------- | ----- | ------------------ | ------------- |
| 1.  | 10. August 1992 | Fortaleza | Sand  | João Cunha e Silva | 6:4, 3:6, 6:4 |

### Doppel

#### Turniersiege

##### ATP Tour
| Nr. | Datum            | Turnier | Belag     | Partner       | Finalgegner          | Ergebnis      |
| --- | ---------------- | ------- | --------- | ------------- | -------------------- | ------------- |
| 1.  | 2. November 1992 | Buzios  | Hartplatz | Mario Tabares | Mark Keil Tom Mercer | 7:6, 6:7, 6:4 |

##### Challenger Tour
| Nr. | Datum             | Turnier        | Belag     | Partner               | Finalgegner                          | Ergebnis      |
| --- | ----------------- | -------------- | --------- | --------------------- | ------------------------------------ | ------------- |
| 1.  | 3. Juni 1991      | Fürth          | Sand      | Marcos Aurelio Górriz | Jamie Morgan Sandon Stolle           | 6:2, 6:4      |
| 2.  | 3. August 1992    | Ribeirão Preto | Sand      | Christer Allgårdh     | Lan Bale Brendan Curry               | 2:6, 7:5, 6:4 |
| 3.  | 7. September 1992 | Guarujá        | Hartplatz | Mario Tabares         | Danilo Marcelino Fernando Meligeni   | 6:7, 6:4, 6:4 |
| 4.  | 19. April 1993    | Riemerling     | Sand      | Mario Tabares         | Sander Groen Arne Thoms              | 6:3, 6:3      |
| 5.  | 18. Oktober 1993  | Caracas (1)    | Hartplatz | Laurence Tieleman     | Mark Knowles Alex O’Brien            | 5:7, 6:4, 7:6 |
| 6.  | 25. April 1994    | Taipeh         | Hartplatz | Daniel Nestor         | Sandon Stolle Michael Tebbutt        | 6:2, 6:0      |
| 7.  | 21. November 1994 | Guadalajara    | Sand      | Juan Garat            | Kelly Jones David Pate               | 6:2, 6:2      |
| 8.  | 29. April 1996    | Andijon        | Hartplatz | Geoff Grant           | Mahesh Bhupathi Leander Paes         | 6:4, 6:3      |
| 9.  | 5. August 1996    | Belo Horizonte | Hartplatz | Leonardo Lavalle      | Luis-Enrique Herrera Gabriel Trifu   | 5:7, 6:4, 6:4 |
| 10. | 18. November 1996 | Puebla (1)     | Hartplatz | Leonardo Lavalle      | Bill Behrens Steve Campbell          | 7:5, 6:2      |
| 11. | 11. August 1997   | Olbia          | Hartplatz | Geoff Grant           | Mosè Navarra Stefano Pescosolido     | 3:6, 6:2, 7:5 |
| 12. | 3. November 1997  | Puebla (2)     | Hartplatz | Tamer El Sawy         | Massimo Ardinghi Vincenzo Santopadre | 7:6, 7:5      |
| 13. | 24. November 1997 | Ixtapa         | Hartplatz | Chris Haggard         | Bernardo Martínez Rogier Wassen      | 6:4, 7:6      |
| 14. | 28. Oktober 1998  | Caracas (2)    | Hartplatz | Geoff Grant           | Gōichi Motomura André Sá             | 4:6, 6:1, 6:2 |
| 15. | 8. Februar 1999   | Wolfsburg      | Teppich   | Adriano Ferreira      | Karsten Braasch Dirk Dier            | kampflos      |

#### Finalteilnahmen
| Nr. | Datum            | Turnier | Belag | Partner     | Finalgegner                 | Ergebnis |
| --- | ---------------- | ------- | ----- | ----------- | --------------------------- | -------- |
| 1.  | 27. Oktober 1997 | Bogotá  | Sand  | Karim Alami | Luis Lobo Fernando Meligeni | 1:6, 3:6 |